# Pseudoparatettix palpatus
Pseudoparatettix palpatus är en insektsart som först beskrevs av Bei-bienko 1935.  Pseudoparatettix palpatus ingår i släktet Pseudoparatettix och familjen torngräshoppor. Inga underarter finns listade i Catalogue of Life.